# خلیفه مبارک
خلیفه مبارک (انگلیسی: Khalifa Mubarak؛ زادهٔ ۳۰ اکتبر ۱۹۹۳) بازیکن فوتبال اهل امارات متحده عربی است.